# Alberto Cova
Alberto Cova, né le 1er décembre 1958 à Inverigo, est un athlète italien, vainqueur du 10 000 m aux Jeux olympiques d'été de 1984 à Los Angeles.

## Carrière
Né à Inverigo, dans la Province de Côme, Alberto Cova était connu pour son finish dans les sprints finaux et la seule façon de le battre est d'imposer un rythme très rapide du début à la fin de la course.
Cova connut son premier moment de gloire lors des championnats d'Europe de 1982 à Athènes où il battit le favori est-allemand Werner Schildhauer pour remporter son premier titre international. L'année suivante, Cova n'était pas le favori aux premiers championnats du monde à Helsinki, étant juste considéré comme un médaillé potentiel. La finale du 10 000 m fut couru sur un rythme lent, avec un peloton de tête de 13 coureurs à la cloche. À 30 m de l'arrivée, Cova était encore cinquième, sprinta et gagna, Schildhauer terminant deuxième.
La finale du 10 000 m des Jeux olympiques de Los Angeles commença avec un rythme encore plus lent qu'à Helsinki et il semblait qu'aucun des rivaux de Cova n'avait retenu la leçon car ce n'est qu'au septième kilomètre que le Finlandais Martti Vainio augmenta le tempo. Cova le suivit et Vainio ne put maintenir son propre rythme si bien que Cova le dépassa facilement après la cloche et sprinta vers l'arrivée pour gagner son dernier titre international.
Aux championnats d'Europe de 1986 à Stuttgart, Cova est devancé par son compatriote Stefano Mei dans le dernier tour du 10 000 m. Cova ne remporta dès lors plus aucune course majeure et échoua en qualifications des Jeux olympiques de Séoul terminant dixième de sa série. C'est sa dernière compétition internationale.

## Hommage
Le 7 mai 2015, en présence du président du Comité national olympique italien (CONI), Giovanni Malagò, a été inauguré  le Walk of Fame du sport italien dans le parc olympique du Foro Italico de Rome, le long de Viale delle Olimpiadi. 100 tuiles rapportent chronologiquement les noms des athlètes les plus représentatifs de l'histoire du sport italien. Sur chaque tuile figure le nom du sportif, le sport dans lequel il s'est distingué et le symbole du CONI. L'une de ces tuiles lui est dédiée .

## Palmarès

### Jeux olympiques
- 1984 à Los Angeles ( États-Unis) 
  -  Médaille d'or sur 10 000 m
- 1988 à Séoul ( Corée du Sud) 
  - éliminé lors des séries sur 10 000 m

### Championnats du monde d'athlétisme
- 1983 à Helsinki ( Finlande)
  -  Médaille d'or sur 10 000 m

### Championnats d'Europe d'athlétisme
- 1982 à Athènes ( Grèce)
  -  Médaille d'or sur 10 000 m
- 1986 à Stuttgart ( Allemagne de l'Ouest)
  - 8e sur 5 000 m
  -  Médaille d'argent sur 10 000 m

### Championnats d'Europe d'athlétisme en salle
- 1982 à Milan ( Italie)
  -  Médaille d'argent sur 3 000 m

### Jeux méditerranéens
- 1983 à Casablanca ( Maroc) 
  -  Médaille d'or sur 5 000 m